# 担杆山交匯處
担杆山交匯處（英語：Tam Kon Shan Interchange）是一個位於香港新界葵青區青衣島北部的順時針圓環，與担杆山路、青敬路、青荃路、楓樹窩路與青衣北岸公路連接，青衣北岸公路的行車天橋在其上橫過。整個担杆山交匯處都是新界的士指定可行走路線。

## 走綫
担杆山交匯處為順時針迴旋處，設3條行車線，全長300米，與担杆山路、青敬路、青荃路、楓樹窩路與青衣北岸公路連接。青衣北岸公路的行車天橋在其上橫過，並直通青荃路。整個担杆山交匯處都是新界的士指定可行走路線。